# Amphisphaeriaceae
Amphisphaeriaceae es una familia de hongos  en el orden Xylariales. Sus especies se encuentran en zonas de Nueva Zelanda, Sudamérica, Asia y Europa. Según el 2007 Outline of Ascomycota, existen 34 géneros en esta familia  si bien la asignación de 13 de estos géneros es incierta.

## Géneros
Un signo de pregunta antes del nombre del género significa que es incierta la ubicación de este taxón en esta familia.
- Amphisphaerella —
- Amphisphaeria —
- Arecophila —
- Blogiascospora —
- ?Broomella —
- Cannonia —
- ?Capsulospora —
- Ceriophora —
- ?Ceriospora —
- Chitonospora —
- ?Clypeophysalospora —
- Discostroma —
- Distorimula —
- Dyrithiopsis —
- ?Dyrithium —
- ?Ellurema —
- Flagellosphaeria —
- Frondispora —
- Funiliomyces —
- Griphosphaerioma —
- Iodosphaeria —
- Lanceispora —
- ?Leiosphaerella —
- ?Lepteutypa —
- Lindquistomyces —
- Manokwaria —
- Monochaetia —
- Monographella —
- Mukhakesa —
- Neobroomella —
- Neohypodiscus —
- Ommatomyces —
- ?Oxydothis —
- Paracainiella —
- ?Pemphidium —
- ?Pestalosphaeria —
- ?Reticulosphaeria —
- ?Urosporella —
- Urosporellopsis —
- Xylochora